# Alto Standing
Alto Standing es un álbum de 2001 de música LGBT+ producido por Luis Miguélez.

## Descripción
Alto Standing es un álbum recopilatorio de 2001, producido por Luis Miguélez, en el que se reúnen diversas composiciones musicales de Miguélez escritas entre los años 1985 y 2000, y que son interpretadas por travestís, drag queens y cabareteras de España como Psicosis Gonsales, La Prohibida, Diossa y Malizzia o Paranoika Gonsáles. Fue el primer disco publicado en España que reunió artistas de las disidencias sexuales y que reivindicaban la diversidad y cultura LGBT+ y underground.
El disco también incluyó versiones de canciones de Brigitte Bardot, Raphael, Françoise Hardy, Raffaella Carrà y Alejandro Sanz.
El sencillo promocional del álbum, publicado en formato LP, fue «Somos iguales», interpretado por Miguélez junto a las demás artistas que participaron en el recopilatorio.

## Lista de canciones
| N.º | Título                               | Intérprete(s)                   | Duración |  |
| 1.  | «Somos iguales (Original Punk Mix)»  | Luis Miguélez y todas           |          |  |
| 2.  | «Sex On Fire»                        | Belén Ventura                   |          |  |
| 3.  | «Qué loca estoy»                     | Psicosis Gonsales               |          |  |
| 4.  | «Harley Davidson»                    | La Prohibida                    |          |  |
| 5.  | «Conment te dire adieu»              | Glamour To Kill                 |          |  |
| 6.  | «Un bombón relleno de licor»         | La Plástika                     |          |  |
| 7.  | «Silicona»                           | Josephine                       |          |  |
| 8.  | «Los chulos son pa'cuidarlos»        | La Bella Tatoo                  |          |  |
| 9.  | «Anoche me hinché»                   | Paranoika Gonsales              |          |  |
| 10. | «Fashion Victims»                    | Jill                            |          |  |
| 11. | «Alcantarilla Baby Killers»          | Glamour To Kill & Luis Miguélez |          |  |
| 12. | «Las divas más trash»                | Diossa y Malyzzia               |          |  |
| 13. | «Barriobajera y canalla»             | Psicosis Gonsales               |          |  |
| 14. | «El hombre que se llevó a mi hombre» | La Prohibida                    |          |  |
| 15. | «Perversión»                         | Belén Ventura & Luis Miguélez   |          |  |
| 16. | «Miéntete»                           | Josephine                       |          |  |
| 17. | «Somos iguales (Dance Mix)»          | Luis Miguélez y todas           |          |  |